# Élections départementales de 2015 dans la Seine-Maritime
Les élections départementales ont lieu les 22 et 29 mars 2015.

## Contexte départemental

### Assemblée départementale sortante
Avant les élections, le Conseil général de la Seine-Maritime est présidé par Nicolas Rouly (PS). Il comprend 69 conseillers généraux issus des 69 cantons de la Seine-Maritime. Après le redécoupage cantonal de 2014, ce sont 70 conseillers départementaux qui seront élus au sein des 35 nouveaux cantons de la Seine-Maritime.
| Parti                                | Sigle | Sigle | Élus |
| ------------------------------------ | ----- | ----- | ---- |
| Majorité (45 sièges)                 |       |       |      |
| Parti socialiste                     |       | PS    | 30   |
| Parti communiste français            |       | PCF   | 10   |
| Divers gauche                        |       | DVG   | 5    |
| Opposition (24 sièges)               |       |       |      |
| Union pour un mouvement populaire    |       | UMP   | 17   |
| Divers droite                        |       | DVD   | 6    |
| Union des démocrates et indépendants |       | UDI   | 1    |
| Président du conseil général         |       |       |      |
| Nicolas Rouly (PS)                   |       |       |      |

### Assemblée départementale élue
| Parti                                | Sigle | Sigle | Élus |
| ------------------------------------ | ----- | ----- | ---- |
| Majorité (36 sièges)                 |       |       |      |
| Union pour un mouvement populaire    |       | UMP   | 23   |
| Divers droite                        |       | DVD   | 7    |
| Union des démocrates et indépendants |       | UDI   | 6    |
| Opposition (34 sièges)               |       |       |      |
| Parti socialiste                     |       | PS    | 28   |
| Front de gauche                      |       | FG    | 4    |
| Divers gauche                        |       | DVG   | 2    |
| Président du conseil départemental   |       |       |      |
| Pascal Martin (UDI)                  |       |       |      |

## Résultats à l'échelle du département

### Résultats par nuances du ministère de l'Intérieur
Les nuances utilisées par le ministère de l'Intérieur ne tiennent pas compte des alliances locales.
| Binômes     | Binômes            | Premier tour | Premier tour | Second tour | Second tour | Sièges |
| Binômes     | Binômes            | Voix         | %            | Voix        | %           | Sièges |
| ----------- | ------------------ | ------------ | ------------ | ----------- | ----------- | ------ |
|             | Union de la droite | 115 691      | 27,91        | 125 573     | 33,55       | 36     |
|             | DVD                | 12 678       | 3,06         | 9 709       | 2,59        | 0      |
|             | UMP                | 952          | 0,23         |             |             |        |
|             | DLF                | 453          | 0,11         |             |             |        |
| Droite      | Droite             | 129 774      | 31,31        | 135 282     | 36,14       | 36     |
|             |                    |              |              |             |             |        |
|             | Union de la gauche | 60 715       | 14,65        | 54 124      | 14,46       | 8      |
|             | FG                 | 46 433       | 11,20        | 16 495      | 4,41        | 4      |
|             | PS                 | 46 065       | 11,11        | 61 650      | 16,47       | 20     |
|             | DVG                | 16 369       | 3,95         | 7 856       | 2,10        | 2      |
|             | EÉLV               | 4 239        | 1,02         |             |             |        |
|             | PRG                | 1 823        | 0,44         | 3 094       | 0,83        | 0      |
| Gauche      | Gauche             | 175 644      | 42,37        | 143 219     | 38,27       | 34     |
|             |                    |              |              |             |             |        |
|             | FN                 | 109 147      | 26,33        | 95 801      | 25,59       | 0      |
|             |                    |              |              |             |             |        |
| Inscrits    | Inscrits           | 880 074      | 100,00       | 845 944     | 100,00      |        |
| Abstentions | Abstentions        | 444 605      | 50,52        | 436 768     | 51,63       |        |
| Votants     | Votants            | 435 469      | 49,48        | 409 176     | 48,37       |        |
| Blancs      | Blancs             | 16 564       | 3,80         | 27 359      | 6,69        |        |
| Nuls        | Nuls               | 4 340        | 1,00         | 7 515       | 1,84        |        |
| Exprimés    | Exprimés           | 414 565      | 95,20        | 374 302     | 91,48       |        |

### Résultats par canton
| Canton                     | Conseiller sortant           | Parti                      | Parti       | Conseiller élu          | Parti           | Parti           |
| -------------------------- | ---------------------------- | -------------------------- | ----------- | ----------------------- | --------------- | --------------- |
| Argueil                    | Daniel Buquet*               |                            | DVG         | Canton supprimé         | Canton supprimé | Canton supprimé |
| Aumale                     | Virginie Lucot-Avril         |                            | UMP         | Canton supprimé         | Canton supprimé | Canton supprimé |
| Bacqueville-en-Caux        | Martial Hauguel              |                            | DVD         | Canton supprimé         | Canton supprimé | Canton supprimé |
| Barentin                   | Canton créé                  | Canton créé                | Canton créé | Christophe Bouillon     |                 | PS              |
| Barentin                   | Canton créé                  | Canton créé                | Canton créé | Pierrette Canu          |                 | PS              |
| Bellencombre               | Nicolas Bertrand             |                            | UMP         | Canton supprimé         | Canton supprimé | Canton supprimé |
| Blangy-sur-Bresle          | Marie Le Vern                |                            | PS          | Canton supprimé         | Canton supprimé | Canton supprimé |
| Bois-Guillaume             | Gilbert Renard*              |                            | UMP         | Nathalie Lecordier      |                 | DVD             |
| Bois-Guillaume             | Gilbert Renard*              | Pascal Martin              | UMP         |                         | UDI             |                 |
| Bolbec                     | Alain Gérard*                |                            | UMP         | Dominique Métot         |                 | DVG             |
| Bolbec                     | Alain Gérard*                | Murielle Moutier-Lecerf    | UMP         |                         | DVG             |                 |
| Boos                       | Philippe Leroy*              |                            | DVD         | Canton supprimé         | Canton supprimé | Canton supprimé |
| Buchy                      | Patrick Chauvet              |                            | DVD         | Canton supprimé         | Canton supprimé | Canton supprimé |
| Canteleu                   | Canton créé                  | Canton créé                | Canton créé | David Lamiray           |                 | PS              |
| Canteleu                   | Canton créé                  | Canton créé                | Canton créé | Brigitte Manzanarès     |                 | PS              |
| Cany-Barville              | Bruno Thune                  |                            | PCF         | Canton supprimé         | Canton supprimé | Canton supprimé |
| Caudebec-en-Caux           | Martine Blondel              |                            | PS          | Canton supprimé         | Canton supprimé | Canton supprimé |
| Caudebec-lès-Elbeuf        | Nadia Mezrar                 |                            | PS          | Frédéric Marche         |                 | PS              |
| Caudebec-lès-Elbeuf        | Nadia Mezrar                 | Nadia Mezrar               | PS          |                         | PS              |                 |
| Clères                     | Pascal Martin                |                            | UDI         | Canton supprimé         | Canton supprimé | Canton supprimé |
| Criquetot-l'Esneval        | Bertrand Lefrançois*         |                            | DVD         | Canton supprimé         | Canton supprimé | Canton supprimé |
| Darnétal                   | Jacques-Antoine Philippe     |                            | PS          | Marylène Follet         |                 | PS              |
| Darnétal                   | Jacques-Antoine Philippe     | Jacques-Antoine Philippe   | PS          |                         | PS              |                 |
| Dieppe-Est                 | Sandrine Hurel               |                            | PS          | Canton supprimé         | Canton supprimé | Canton supprimé |
| Dieppe-Ouest               | Sébastien Jumel              |                            | PCF         | Canton supprimé         | Canton supprimé | Canton supprimé |
| Dieppe-1                   | Canton créé                  | Canton créé                | Canton créé | André Gautier           |                 | UMP             |
| Dieppe-1                   | Canton créé                  | Canton créé                | Canton créé | Imelda Vandecandelaere  |                 | DVD             |
| Dieppe-2                   | Canton créé                  | Canton créé                | Canton créé | Blandine Lefebvre       |                 | UDI             |
| Dieppe-2                   | Canton créé                  | Canton créé                | Canton créé | Jean-Christophe Lemaire |                 | UMP             |
| Doudeville                 | Erick Malandrin*             |                            | DVD         | Canton supprimé         | Canton supprimé | Canton supprimé |
| Duclair                    | Pierrette Canu               |                            | PS          | Canton supprimé         | Canton supprimé | Canton supprimé |
| Elbeuf                     | Didier Marie                 |                            | PS          | Julie Lesage            |                 | PS              |
| Elbeuf                     | Didier Marie                 | Didier Marie               | PS          |                         | PS              |                 |
| Envermeu                   | Gérard Picard*               |                            | UMP         | Canton supprimé         | Canton supprimé | Canton supprimé |
| Eu                         | Didier Régnier               |                            | PS          | Marie Le Vern           |                 | PS              |
| Eu                         | Didier Régnier               | Didier Régnier             | PS          |                         | PS              |                 |
| Fauville-en-Caux           | Jean-François Mayer          |                            | DVG         | Canton supprimé         | Canton supprimé | Canton supprimé |
| Fécamp                     | Patrick Jeanne               |                            | PS          | Alain Bazille           |                 | DVD             |
| Fécamp                     | Patrick Jeanne               | Dominique Tessier          | PS          |                         | DVD             |                 |
| Fontaine-le-Dun            | Dominique Chauvel*           |                            | PS          | Canton supprimé         | Canton supprimé | Canton supprimé |
| Forges-les-Eaux            | Michel Lejeune               |                            | UMP         | Canton supprimé         | Canton supprimé | Canton supprimé |
| Goderville                 | Philippe Clément-Grandcourt* |                            | UMP         | Canton supprimé         | Canton supprimé | Canton supprimé |
| Gonfreville-l'Orcher       | François Guégan              |                            | PCF         | Canton supprimé         | Canton supprimé | Canton supprimé |
| Gournay-en-Bray            | Florence Legendre            |                            | DVG         | Michel Lejeune          |                 | UMP             |
| Gournay-en-Bray            | Florence Legendre            | Virginie Lucot-Avril       | DVG         |                         | UMP             |                 |
| Grand-Couronne             | Dominique Randon*            |                            | PS          | Canton supprimé         | Canton supprimé | Canton supprimé |
| Le Grand-Quevilly          | Nicolas Rouly                |                            | PS          | Tacko Diallo            |                 | PS              |
| Le Grand-Quevilly          | Nicolas Rouly                | Nicolas Rouly              | PS          |                         | PS              |                 |
| Le Havre-1                 | Annie Guillemet*             |                            | UMP         | Christian Duval         |                 | UMP             |
| Le Havre-1                 | Annie Guillemet*             | Florence Thibaudeau-Rainot | UMP         |                         | UMP             |                 |
| Le Havre-2                 | Jean-Louis Jégaden           |                            | PCF         | Jérôme Dubost           |                 | PS              |
| Le Havre-2                 | Jean-Louis Jégaden           | Nacéra Vieublé             | PCF         |                         | PS              |                 |
| Le Havre-3                 | Florence Martin-Péréon       |                            | PS          | Sophie Hervé            |                 | FG              |
| Le Havre-3                 | Florence Martin-Péréon       | Jean-Paul Lecoq            | PS          |                         | FG              |                 |
| Le Havre-4                 | Agnès Firmin-Le Bodo         |                            | UMP         | Louisa Couppey          |                 | UMP             |
| Le Havre-4                 | Agnès Firmin-Le Bodo         | Sébastien Tasserie         | UMP         |                         | UMP             |                 |
| Le Havre-5                 | Anita Gilletta*              |                            | UMP         | Agnès Firmin-Le Bodo    |                 | UMP             |
| Le Havre-5                 | Anita Gilletta*              | Patrick Teissère           | UMP         |                         | UMP             |                 |
| Le Havre-6                 | Brigitte Dufour*             |                            | UMP         | Luc Lemonnier           |                 | UMP             |
| Le Havre-6                 | Brigitte Dufour*             | Christelle Msica Guerout   | UMP         |                         | UDI             |                 |
| Le Havre-7                 | Nathalie Nail                |                            | PCF         | Canton supprimé         | Canton supprimé | Canton supprimé |
| Le Havre-8                 | Mireille Garcia*             |                            | PCF         | Canton supprimé         | Canton supprimé | Canton supprimé |
| Le Havre-9                 | Michel Barrier*              |                            | PCF         | Canton supprimé         | Canton supprimé | Canton supprimé |
| Lillebonne                 | Nicolas Beaussart            |                            | PS          | Canton supprimé         | Canton supprimé | Canton supprimé |
| Londinières                | Michel Fouquet*              |                            | DVG         | Canton supprimé         | Canton supprimé | Canton supprimé |
| Longueville-sur-Scie       | Serge Boulanger*             |                            | PS          | Canton supprimé         | Canton supprimé | Canton supprimé |
| Luneray                    | Canton créé                  | Canton créé                | Canton créé | Chantal Cottereau       |                 | UMP             |
| Luneray                    | Canton créé                  | Canton créé                | Canton créé | Martial Hauguel         |                 | DVD             |
| Maromme                    | David Lamiray                |                            | PS          | Canton supprimé         | Canton supprimé | Canton supprimé |
| Le Mesnil-Esnard           | Canton créé                  | Canton créé                | Canton créé | Hélène Brohy            |                 | DVD             |
| Le Mesnil-Esnard           | Canton créé                  | Canton créé                | Canton créé | Patrick Chauvet         |                 | DVD             |
| Mont-Saint-Aignan          | Mary-Françoise Grenet        |                            | PS          | Bertrand Bellanger      |                 | UMP             |
| Mont-Saint-Aignan          | Mary-Françoise Grenet        | Catherine Flavigny         | PS          |                         | UMP             |                 |
| Montivilliers              | Daniel Fidelin*              |                            | UMP         | Canton supprimé         | Canton supprimé | Canton supprimé |
| Neufchâtel-en-Bray         | Dany Minel                   |                            | PS          | Nicolas Bertrand        |                 | UMP             |
| Neufchâtel-en-Bray         | Dany Minel                   | Yvette Lorand Pasquier     | PS          |                         | UDI             |                 |
| Notre-Dame-de-Bondeville   | Jean-Yves Merle*             |                            | DVG         | Guillaume Coutey        |                 | PS              |
| Notre-Dame-de-Bondeville   | Jean-Yves Merle*             | Agnès Largillet            | DVG         |                         | PS              |                 |
| Notre-Dame-de-Gravenchon   | Canton créé                  | Canton créé                | Canton créé | Martine Blondel         |                 | PS              |
| Notre-Dame-de-Gravenchon   | Canton créé                  | Canton créé                | Canton créé | Bastien Coriton         |                 | PS              |
| Octeville-sur-Mer          | Canton créé                  | Canton créé                | Canton créé | Florence Durande        |                 | UMP             |
| Octeville-sur-Mer          | Canton créé                  | Canton créé                | Canton créé | Jean-Louis Rousselin    |                 | UMP             |
| Offranville                | Bruno Bienaimé               |                            | PS          | Canton supprimé         | Canton supprimé | Canton supprimé |
| Ourville-en-Caux           | Yvon Pesquet*                |                            | UMP         | Canton supprimé         | Canton supprimé | Canton supprimé |
| Pavilly                    | Pascal Marchal*              |                            | PS          | Canton supprimé         | Canton supprimé | Canton supprimé |
| Le Petit-Quevilly          | Frédéric Sanchez*            |                            | PS          | Pierre Carel            |                 | PS              |
| Le Petit-Quevilly          | Frédéric Sanchez*            | Charlotte Goujon           | PS          |                         | PS              |                 |
| Rouen-1                    | Éric De Falco                |                            | PS          | Jean-François Bures     |                 | UMP             |
| Rouen-1                    | Éric De Falco                | Marine Caron               | PS          |                         | UDI             |                 |
| Rouen-2                    | Patrick Herr*                |                            | UMP         | Christine de Cintré     |                 | PS              |
| Rouen-2                    | Patrick Herr*                | Ludovic Delesque           | UMP         |                         | PS              |                 |
| Rouen-3                    | Bruno Bertheuil*             |                            | PS          | Mamadou Diallo          |                 | PS              |
| Rouen-3                    | Bruno Bertheuil*             | Caroline Dutarte           | PS          |                         | PS              |                 |
| Rouen-4                    | Caroline Dutarte             |                            | PS          | Canton supprimé         | Canton supprimé | Canton supprimé |
| Rouen-5                    | Christine Rambaud*           |                            | PS          | Canton supprimé         | Canton supprimé | Canton supprimé |
| Rouen-6                    | Mamadou Diallo               |                            | PS          | Canton supprimé         | Canton supprimé | Canton supprimé |
| Rouen-7                    | Ludovic Delesque             |                            | PS          | Canton supprimé         | Canton supprimé | Canton supprimé |
| Saint-Étienne-du-Rouvray   | Hubert Wulfranc              |                            | PCF         | Séverine Botte          |                 | FG              |
| Saint-Étienne-du-Rouvray   | Hubert Wulfranc              | Hubert Wulfranc            | PCF         |                         | FG              |                 |
| Saint-Romain-de-Colbosc    | Denis Merville               |                            | UMP         | Sophie Allais           |                 | UMP             |
| Saint-Romain-de-Colbosc    | Denis Merville               | Denis Merville             | UMP         |                         | UMP             |                 |
| Saint-Saëns                | Marie-Claude Beauvallet*     |                            | PS          | Canton supprimé         | Canton supprimé | Canton supprimé |
| Saint-Valery-en-Caux       | Jacky Héloury*               |                            | PCF         | Jean-Louis Chauvensy    |                 | UMP             |
| Saint-Valery-en-Caux       | Jacky Héloury*               | Cécile Sineau-Patry        | PCF         |                         | UMP             |                 |
| Sotteville-lès-Rouen       | Canton créé                  | Canton créé                | Canton créé | Catherine Depitre       |                 | PS              |
| Sotteville-lès-Rouen       | Canton créé                  | Canton créé                | Canton créé | Alexis Ragache          |                 | PS              |
| Sotteville-lès-Rouen-Est   | Claude Collin*               |                            | PCF         | Canton supprimé         | Canton supprimé | Canton supprimé |
| Sotteville-lès-Rouen-Ouest | Pierre Carel                 |                            | PS          | Canton supprimé         | Canton supprimé | Canton supprimé |
| Tôtes                      | Chantal Furon-Bataille*      |                            | UMP         | Canton supprimé         | Canton supprimé | Canton supprimé |
| Valmont                    | Alain Bazille                |                            | DVD         | Canton supprimé         | Canton supprimé | Canton supprimé |
| Yerville                   | Alfred Trassy-Paillogues     |                            | UMP         | Canton supprimé         | Canton supprimé | Canton supprimé |
| Yvetot                     | Émile Canu                   |                            | PS          | Charlotte Masset        |                 | UDI             |
| Yvetot                     | Émile Canu                   | Alfred Trassy-Paillogues   | PS          |                         | UMP             |                 |

* Conseillers généraux sortants ne se représentant pas 

## Résultats par canton

### Canton de Barentin
| Candidats   | Candidats           | Partis      | Partis      | Premier tour | Premier tour | Second tour | Second tour |
| Candidats   | Candidats           | Partis      | Partis      | Voix         | %            | Voix        | %           |
| ----------- | ------------------- | ----------- | ----------- | ------------ | ------------ | ----------- | ----------- |
| 1           | Alain Leconte       |             | PRG         | 775          | 5,13         |             |             |
| 1           | Suzanne Sy-Savané   |             | DVG         | 775          | 5,13         |             |             |
| 2           | Jérôme Andrieu      |             | FG          | 964          | 6,38         |             |             |
| 2           | Anne-Marie Blondel  |             | FG          | 964          | 6,38         |             |             |
| 3           | Hubert Avenel       |             | FN          | 4 092        | 27,08        | 5 088       | 35,79       |
| 3           | France Collas       |             | FN          | 4 092        | 27,08        | 5 088       | 35,79       |
| 4           | Christophe Bouillon |             | PS          | 5 910        | 39,11        | 9 129       | 64,21       |
| 4           | Pierrette Canu      |             | PS          | 5 910        | 39,11        | 9 129       | 64,21       |
| 5           | Jean Delalandre     |             | UMP         | 3 369        | 22,30        |             |             |
| 5           | Catherine Leroy     |             | UMP         | 3 369        | 22,30        |             |             |
|             |                     |             |             |              |              |             |             |
| Inscrits    | Inscrits            | Inscrits    | Inscrits    | 30 888       | 100,00       | 30 888      | 100,00      |
| Abstentions | Abstentions         | Abstentions | Abstentions | 15 145       | 49,03        | 15 232      | 49,31       |
| Votants     | Votants             | Votants     | Votants     | 15 743       | 50,97        | 15 656      | 50,69       |
| Blancs      | Blancs              | Blancs      | Blancs      | 488          | 3,1          | 1 066       | 6,81        |
| Nuls        | Nuls                | Nuls        | Nuls        | 145          | 0,92         | 373         | 2,38        |
| Exprimés    | Exprimés            | Exprimés    | Exprimés    | 15 110       | 95,98        | 14 217      | 90,81       |

### Canton de Bois-Guillaume-Bihorel
| Candidats            | Candidats           | Partis      | Partis      | Premier tour | Premier tour |
| Candidats            | Candidats           | Partis      | Partis      | Voix         | %            |
| -------------------- | ------------------- | ----------- | ----------- | ------------ | ------------ |
| 1                    | Christelle Choux    |             | FN          | 3 490        | 19,89        |
| 1                    | Thierry Le Gueut    |             | FN          | 3 490        | 19,89        |
| 2                    | Marie-Hélène Buchon |             | PS          | 3 495        | 19,92        |
| 2                    | Thomas Cellier      |             | PS          | 3 495        | 19,92        |
| 3                    | Annick Bonneau      |             | EÉLV        | 1 752        | 9,98         |
| 3                    | Philippe Sauvajon   |             | FG          | 1 752        | 9,98         |
| 4                    | Nathalie Lecordier  |             | DVD         | 8 811        | 50,21        |
| 4                    | Pascal Martin*      |             | UDI         | 8 811        | 50,21        |
|                      |                     |             |             |              |              |
| Inscrits             | Inscrits            | Inscrits    | Inscrits    | 34 142       | 100,00       |
| Abstentions          | Abstentions         | Abstentions | Abstentions | 15 991       | 46,84        |
| Votants              | Votants             | Votants     | Votants     | 18 151       | 53,16        |
| Blancs               | Blancs              | Blancs      | Blancs      | 451          | 2,48         |
| Nuls                 | Nuls                | Nuls        | Nuls        | 152          | 0,84         |
| Exprimés             | Exprimés            | Exprimés    | Exprimés    | 17 548       | 96,68        |
| * conseiller sortant |                     |             |             |              |              |

### Canton de Bolbec
| Candidats            | Candidats               | Partis      | Partis      | Premier tour | Premier tour | Second tour | Second tour |
| Candidats            | Candidats               | Partis      | Partis      | Voix         | %            | Voix        | %           |
| -------------------- | ----------------------- | ----------- | ----------- | ------------ | ------------ | ----------- | ----------- |
| 1                    | Nicolas Beaussart*      |             | PS          | 1 994        | 16,26        |             |             |
| 1                    | Isabelle Riquier        |             | DVG         | 1 994        | 16,26        |             |             |
| 2                    | Bruno Blondel           |             | FN          | 3 131        | 25,53        | 2 832       | 33,75       |
| 2                    | Josiane Honvault        |             | FN          | 3 131        | 25,53        | 2 832       | 33,75       |
| 3                    | Yann Beux               |             | FG          | 1 407        | 11,47        |             |             |
| 3                    | Céline Brulin           |             | FG          | 1 407        | 11,47        |             |             |
| 4                    | Dominique Métot         |             | DVG         | 3 050        | 24,87        | 7 856       | 66,25       |
| 4                    | Murielle Moutier-Lecerf |             | DVG         | 3 050        | 24,87        | 7 856       | 66,25       |
| 5                    | Sylviane Pasquet        |             | UMP         | 2 682        | 21,87        |             |             |
| 5                    | Didier Péralta          |             | UDI         | 2 682        | 21,87        |             |             |
|                      |                         |             |             |              |              |             |             |
| Inscrits             | Inscrits                | Inscrits    | Inscrits    | 27 110       | 100,00       | 27 112      | 100,00      |
| Abstentions          | Abstentions             | Abstentions | Abstentions | 14 377       | 53,03        | 14 308      | 52,77       |
| Votants              | Votants                 | Votants     | Votants     | 12 733       | 46,97        | 12 804      | 47,23       |
| Blancs               | Blancs                  | Blancs      | Blancs      | 353          | 2,77         | 730         | 5,7         |
| Nuls                 | Nuls                    | Nuls        | Nuls        | 116          | 0,91         | 215         | 1,68        |
| Exprimés             | Exprimés                | Exprimés    | Exprimés    | 12 264       | 96,32        | 11 859      | 92,62       |
| * conseiller sortant |                         |             |             |              |              |             |             |

### Canton de Canteleu
| Candidats            | Candidats             | Partis      | Partis      | Premier tour | Premier tour | Second tour | Second tour |
| Candidats            | Candidats             | Partis      | Partis      | Voix         | %            | Voix        | %           |
| -------------------- | --------------------- | ----------- | ----------- | ------------ | ------------ | ----------- | ----------- |
| 1                    | Valérie Lecomte       |             | DVD         | 189          | 2,21         |             |             |
| 1                    | Tony Peulevé          |             | DVD         | 189          | 2,21         |             |             |
| 2                    | Karim Hadef           |             | UMP         | 1 252        | 14,66        |             |             |
| 2                    | Carline Lefebvre      |             | UMP         | 1 252        | 14,66        |             |             |
| 3                    | Marie Caron           |             | EÉLV        | 1 096        | 12,83        |             |             |
| 3                    | Boris Lecœur          |             | FG          | 1 096        | 12,83        |             |             |
| 4                    | Julien Odièvre        |             | FN          | 2 384        | 27,91        | 2 882       | 35,55       |
| 4                    | Véronique Quenneville |             | FN          | 2 384        | 27,91        | 2 882       | 35,55       |
| 5                    | David Lamiray*        |             | PS          | 3 620        | 42,38        | 5 135       | 64,45       |
| 5                    | Brigitte Manzanarès   |             | PS          | 3 620        | 42,38        | 5 135       | 64,45       |
|                      |                       |             |             |              |              |             |             |
| Inscrits             | Inscrits              | Inscrits    | Inscrits    | 18 604       | 100,00       | 18 604      | 100,00      |
| Abstentions          | Abstentions           | Abstentions | Abstentions | 9 687        | 52,07        | 9 814       | 52,75       |
| Votants              | Votants               | Votants     | Votants     | 8 917        | 47,93        | 8 790       | 47,25       |
| Blancs               | Blancs                | Blancs      | Blancs      | 288          | 3,23         | 635         | 7,22        |
| Nuls                 | Nuls                  | Nuls        | Nuls        | 88           | 0,99         | 188         | 2,14        |
| Exprimés             | Exprimés              | Exprimés    | Exprimés    | 8 541        | 95,78        | 7 967       | 90,64       |
| * conseiller sortant |                       |             |             |              |              |             |             |

### Canton de Caudebec-lès-Elbeuf
| Candidats   | Candidats             | Partis      | Partis      | Premier tour | Premier tour | Second tour | Second tour |
| Candidats   | Candidats             | Partis      | Partis      | Voix         | %            | Voix        | %           |
| ----------- | --------------------- | ----------- | ----------- | ------------ | ------------ | ----------- | ----------- |
| 1           | Laëtitia Bellegueulle |             | FG          | 2 024        | 17,98        |             |             |
| 1           | Noël Levillain        |             | FG          | 2 024        | 17,98        |             |             |
| 2           | Évelyne Bachelet      |             | DVD         | 2 039        | 18,11        |             |             |
| 2           | Daniel Magalhaes      |             | UMP         | 2 039        | 18,11        |             |             |
| 3           | Patrick Bellenger     |             | FN          | 3 408        | 30,27        | 4 247       | 39,32       |
| 3           | Gwénaëlle Lelargue    |             | FN          | 3 408        | 30,27        | 4 247       | 39,32       |
| 4           | Frédéric Marche       |             | PS          | 3 787        | 33,64        | 6 553       | 60,68       |
| 4           | Nadia Mezrar          |             | PS          | 3 787        | 33,64        | 6 553       | 60,68       |
|             |                       |             |             |              |              |             |             |
| Inscrits    | Inscrits              | Inscrits    | Inscrits    | 25 244       | 100,00       | 25 245      | 100,00      |
| Abstentions | Abstentions           | Abstentions | Abstentions | 13 420       | 53,16        | 13 215      | 52,35       |
| Votants     | Votants               | Votants     | Votants     | 11 824       | 46,84        | 12 030      | 47,65       |
| Blancs      | Blancs                | Blancs      | Blancs      | 409          | 3,46         | 871         | 7,24        |
| Nuls        | Nuls                  | Nuls        | Nuls        | 157          | 1,33         | 359         | 2,98        |
| Exprimés    | Exprimés              | Exprimés    | Exprimés    | 11 258       | 95,21        | 10 800      | 89,78       |

### Canton de Darnétal
| Candidats   | Candidats                 | Partis      | Partis      | Premier tour | Premier tour | Second tour | Second tour |
| Candidats   | Candidats                 | Partis      | Partis      | Voix         | %            | Voix        | %           |
| ----------- | ------------------------- | ----------- | ----------- | ------------ | ------------ | ----------- | ----------- |
| 1           | Marylène Follet           |             | PS          | 4 382        | 33,23        | 5 474       | 40,9        |
| 1           | Jacques-Antoine Philippe  |             | PS          | 4 382        | 33,23        | 5 474       | 40,9        |
| 2           | Joëlle Giudicelli         |             | FG          | 1 488        | 11,29        |             |             |
| 2           | Jean-Luc Varin            |             | FG          | 1 488        | 11,29        |             |             |
| 3           | Christian Lecerf          |             | DVD         | 3 828        | 29,03        | 4 878       | 36,44       |
| 3           | Annie Prieur              |             | DVD         | 3 828        | 29,03        | 4 878       | 36,44       |
| 4           | Élizabeth Lalanne de Haut |             | FN          | 3 487        | 26,45        | 3 033       | 22,66       |
| 4           | Serge Lefebvre            |             | FN          | 3 487        | 26,45        | 3 033       | 22,66       |
|             |                           |             |             |              |              |             |             |
| Inscrits    | Inscrits                  | Inscrits    | Inscrits    | 27 658       | 100,00       | 27 658      | 100,00      |
| Abstentions | Abstentions               | Abstentions | Abstentions | 13 718       | 49,6         | 13 660      | 49,39       |
| Votants     | Votants                   | Votants     | Votants     | 13 940       | 50,4         | 13 998      | 50,61       |
| Blancs      | Blancs                    | Blancs      | Blancs      | 617          | 4,43         | 480         | 3,43        |
| Nuls        | Nuls                      | Nuls        | Nuls        | 138          | 0,99         | 133         | 0,95        |
| Exprimés    | Exprimés                  | Exprimés    | Exprimés    | 13 185       | 94,58        | 13 385      | 95,62       |

### Canton de Dieppe-1
| Candidats            | Candidats                 | Partis      | Partis      | Premier tour | Premier tour | Second tour | Second tour |
| Candidats            | Candidats                 | Partis      | Partis      | Voix         | %            | Voix        | %           |
| -------------------- | ------------------------- | ----------- | ----------- | ------------ | ------------ | ----------- | ----------- |
| 1                    | Claudine Allard           |             | FN          | 2 703        | 20,55        |             |             |
| 1                    | Laurent Hamelin           |             | FN          | 2 703        | 20,55        |             |             |
| 2                    | André Gautier             |             | UMP         | 4 596        | 34,95        | 7 102       | 55,09       |
| 2                    | Imelda Vandecandelaere    |             | DVD         | 4 596        | 34,95        | 7 102       | 55,09       |
| 3                    | Emmanuelle Caru Charreton |             | FG          | 3 940        | 29,96        | 5 790       | 44,91       |
| 3                    | Sébastien Jumel*          |             | FG          | 3 940        | 29,96        | 5 790       | 44,91       |
| 4                    | Bruno Bienaimé*           |             | PS          | 1 913        | 14,55        |             |             |
| 4                    | Céline Emo                |             | PS          | 1 913        | 14,55        |             |             |
|                      |                           |             |             |              |              |             |             |
| Inscrits             | Inscrits                  | Inscrits    | Inscrits    | 25 312       | 100,00       | 25 314      | 100,00      |
| Abstentions          | Abstentions               | Abstentions | Abstentions | 11 546       | 45,61        | 11 466      | 45,3        |
| Votants              | Votants                   | Votants     | Votants     | 13 766       | 54,39        | 13 848      | 54,7        |
| Blancs               | Blancs                    | Blancs      | Blancs      | 461          | 3,35         | 653         | 4,72        |
| Nuls                 | Nuls                      | Nuls        | Nuls        | 153          | 1,11         | 303         | 2,19        |
| Exprimés             | Exprimés                  | Exprimés    | Exprimés    | 13 152       | 95,54        | 12 892      | 93,1        |
| * conseiller sortant |                           |             |             |              |              |             |             |

### Canton de Dieppe-2
| Candidats            | Candidats               | Partis      | Partis      | Premier tour | Premier tour | Second tour | Second tour |
| Candidats            | Candidats               | Partis      | Partis      | Voix         | %            | Voix        | %           |
| -------------------- | ----------------------- | ----------- | ----------- | ------------ | ------------ | ----------- | ----------- |
| 1                    | Blandine Lefebvre       |             | UDI         | 4 228        | 28,71        | 7 842       | 60,61       |
| 1                    | Jean-Christophe Lemaire |             | UMP         | 4 228        | 28,71        | 7 842       | 60,61       |
| 2                    | Bernard Brebion         |             | PS          | 3 344        | 22,71        |             |             |
| 2                    | Sandrine Hurel*         |             | PS          | 3 344        | 22,71        |             |             |
| 3                    | Nicolas Langlois        |             | FG          | 2 887        | 19,60        |             |             |
| 3                    | Patricia Ridel          |             | FG          | 2 887        | 19,60        |             |             |
| 4                    | Maurice Balavoine       |             | FN          | 4 268        | 28,98        | 5 097       | 39,39       |
| 4                    | Corinne Breton          |             | FN          | 4 268        | 28,98        | 5 097       | 39,39       |
|                      |                         |             |             |              |              |             |             |
| Inscrits             | Inscrits                | Inscrits    | Inscrits    | 29 025       | 100,00       | 29 025      | 100,00      |
| Abstentions          | Abstentions             | Abstentions | Abstentions | 13 531       | 46,62        | 14 169      | 48,82       |
| Votants              | Votants                 | Votants     | Votants     | 15 494       | 53,38        | 14 856      | 51,18       |
| Blancs               | Blancs                  | Blancs      | Blancs      | 575          | 3,71         | 1 425       | 9,59        |
| Nuls                 | Nuls                    | Nuls        | Nuls        | 192          | 1,24         | 492         | 3,31        |
| Exprimés             | Exprimés                | Exprimés    | Exprimés    | 14 727       | 95,05        | 12 939      | 87,1        |
| * conseiller sortant |                         |             |             |              |              |             |             |

### Canton d'Elbeuf
| Candidats   | Candidats        | Partis      | Partis      | Premier tour | Premier tour | Second tour | Second tour |
| Candidats   | Candidats        | Partis      | Partis      | Voix         | %            | Voix        | %           |
| ----------- | ---------------- | ----------- | ----------- | ------------ | ------------ | ----------- | ----------- |
| 1           | Julie Lesage     |             | PS          | 3 260        | 37,34        | 5 187       | 62,84       |
| 1           | Didier Marie     |             | PS          | 3 260        | 37,34        | 5 187       | 62,84       |
| 2           | Patrice Dupray   |             | FG          | 1 551        | 17,76        |             |             |
| 2           | Caroline Wolf    |             | FG          | 1 551        | 17,76        |             |             |
| 3           | Isabelle Gilbert |             | FN          | 2 617        | 29,97        | 3 067       | 37,16       |
| 3           | Nicolas Goury    |             | FN          | 2 617        | 29,97        | 3 067       | 37,16       |
| 4           | David Boust      |             | DVD         | 1 303        | 14,92        |             |             |
| 4           | Florence Planeix |             | UMP         | 1 303        | 14,92        |             |             |
|             |                  |             |             |              |              |             |             |
| Inscrits    | Inscrits         | Inscrits    | Inscrits    | 20 324       | 100,00       | 20 324      | 100,00      |
| Abstentions | Abstentions      | Abstentions | Abstentions | 11 209       | 55,15        | 11 321      | 55,7        |
| Votants     | Votants          | Votants     | Votants     | 9 115        | 44,85        | 9 003       | 44,3        |
| Blancs      | Blancs           | Blancs      | Blancs      | 267          | 2,93         | 563         | 6,25        |
| Nuls        | Nuls             | Nuls        | Nuls        | 117          | 1,28         | 186         | 2,07        |
| Exprimés    | Exprimés         | Exprimés    | Exprimés    | 8 731        | 95,79        | 8 254       | 91,68       |

### Canton d'Eu
| Candidats            | Candidats             | Partis      | Partis      | Premier tour | Premier tour | Second tour | Second tour |
| Candidats            | Candidats             | Partis      | Partis      | Voix         | %            | Voix        | %           |
| -------------------- | --------------------- | ----------- | ----------- | ------------ | ------------ | ----------- | ----------- |
| 1                    | Laurent Jacques       |             | FG          | 1 879        | 14,00        |             |             |
| 1                    | Nathalie Vasseur      |             | FG          | 1 879        | 14,00        |             |             |
| 2                    | Éric Arnoux           |             | UDI         | 3 021        | 22,52        |             |             |
| 2                    | Isabelle Vandenberghe |             | UMP         | 3 021        | 22,52        |             |             |
| 3                    | Arnaud Cléré          |             | DLF         | 453          | 3,38         |             |             |
| 3                    | Cindy Orquin          |             | DLF         | 453          | 3,38         |             |             |
| 4                    | Marie Le Vern*        |             | PS          | 3 882        | 28,93        | 7 024       | 54,77       |
| 4                    | Didier Régnier        |             | PS          | 3 882        | 28,93        | 7 024       | 54,77       |
| 5                    | Frédérick Collasse    |             | FN          | 4 182        | 31,17        | 5 557       | 45,23       |
| 5                    | Françoise Duchaussoy  |             | FN          | 4 182        | 31,17        | 5 557       | 45,23       |
|                      |                       |             |             |              |              |             |             |
| Inscrits             | Inscrits              | Inscrits    | Inscrits    | 27 908       | 100,00       | 27 904      | 100,00      |
| Abstentions          | Abstentions           | Abstentions | Abstentions | 13 712       | 49,13        | 13 477      | 48,3        |
| Votants              | Votants               | Votants     | Votants     | 14 196       | 50,87        | 14 427      | 51,7        |
| Blancs               | Blancs                | Blancs      | Blancs      | 607          | 4,28         | 1 246       | 8,64        |
| Nuls                 | Nuls                  | Nuls        | Nuls        | 172          | 1,21         | 356         | 2,47        |
| Exprimés             | Exprimés              | Exprimés    | Exprimés    | 13 417       | 94,51        | 12 825      | 88,9        |
| * conseiller sortant |                       |             |             |              |              |             |             |

### Canton de Fécamp
| Candidats            | Candidats            | Partis      | Partis      | Premier tour | Premier tour | Second tour | Second tour |
| Candidats            | Candidats            | Partis      | Partis      | Voix         | %            | Voix        | %           |
| -------------------- | -------------------- | ----------- | ----------- | ------------ | ------------ | ----------- | ----------- |
| 1                    | Michel Panchout      |             | FN          | 3 661        | 25,80        |             |             |
| 1                    | Geneviève Salvisberg |             | FN          | 3 661        | 25,80        |             |             |
| 2                    | Alain Bazille*       |             | DVD         | 5 263        | 37,09        | 7 325       | 56,86       |
| 2                    | Dominique Tessier    |             | DVD         | 5 263        | 37,09        | 7 325       | 56,86       |
| 3                    | Yannick Ducroc       |             | FG          | 1 128        | 7,95         |             |             |
| 3                    | Jade Rebut           |             | FG          | 1 128        | 7,95         |             |             |
| 4                    | Patrick Jeanne*      |             | PS          | 4 137        | 29,16        | 5 557       | 43,14       |
| 4                    | Maryse Thevenot      |             | PS          | 4 137        | 29,16        | 5 557       | 43,14       |
|                      |                      |             |             |              |              |             |             |
| Inscrits             | Inscrits             | Inscrits    | Inscrits    | 29 824       | 100,00       | 29 824      | 100,00      |
| Abstentions          | Abstentions          | Abstentions | Abstentions | 14 957       | 50,15        | 15 670      | 52,54       |
| Votants              | Votants              | Votants     | Votants     | 14 867       | 49,85        | 14 154      | 47,46       |
| Blancs               | Blancs               | Blancs      | Blancs      | 481          | 3,24         | 868         | 6,13        |
| Nuls                 | Nuls                 | Nuls        | Nuls        | 197          | 1,33         | 404         | 2,85        |
| Exprimés             | Exprimés             | Exprimés    | Exprimés    | 14 189       | 95,44        | 12 882      | 91,01       |
| * conseiller sortant |                      |             |             |              |              |             |             |

### Canton de Gournay-en-Bray
| Candidats            | Candidats            | Partis      | Partis      | Premier tour | Premier tour | Second tour | Second tour |
| Candidats            | Candidats            | Partis      | Partis      | Voix         | %            | Voix        | %           |
| -------------------- | -------------------- | ----------- | ----------- | ------------ | ------------ | ----------- | ----------- |
| 1                    | Hélène Le Jeune      |             | FN          | 4 914        | 35,44        | 5 423       | 41,64       |
| 1                    | Gilles Patitucci     |             | FN          | 4 914        | 35,44        | 5 423       | 41,64       |
| 2                    | Anne-Marie Delacroix |             | FG          | 752          | 5,42         |             |             |
| 2                    | Édouard Leclerc      |             | FG          | 752          | 5,42         |             |             |
| 3                    | Michel Lejeune*      |             | UMP         | 5 605        | 40,42        | 7 600       | 58,36       |
| 3                    | Virginie Lucot-Avril |             | UMP         | 5 605        | 40,42        | 7 600       | 58,36       |
| 4                    | Florence Legendre*   |             | DVG         | 2 596        | 18,72        |             |             |
| 4                    | Pierre Turban        |             | DVG         | 2 596        | 18,72        |             |             |
|                      |                      |             |             |              |              |             |             |
| Inscrits             | Inscrits             | Inscrits    | Inscrits    | 27 607       | 100,00       | 27 621      | 100,00      |
| Abstentions          | Abstentions          | Abstentions | Abstentions | 12 900       | 46,73        | 13 116      | 47,49       |
| Votants              | Votants              | Votants     | Votants     | 14 707       | 53,27        | 14 505      | 52,51       |
| Blancs               | Blancs               | Blancs      | Blancs      | 624          | 4,24         | 1 122       | 7,74        |
| Nuls                 | Nuls                 | Nuls        | Nuls        | 216          | 1,47         | 360         | 2,48        |
| Exprimés             | Exprimés             | Exprimés    | Exprimés    | 13 867       | 94,29        | 13 023      | 89,78       |
| * conseiller sortant |                      |             |             |              |              |             |             |

### Canton du Grand-Quevilly
| Candidats   | Candidats       | Partis      | Partis      | Premier tour | Premier tour | Second tour | Second tour |
| Candidats   | Candidats       | Partis      | Partis      | Voix         | %            | Voix        | %           |
| ----------- | --------------- | ----------- | ----------- | ------------ | ------------ | ----------- | ----------- |
| 1           | Tacko Diallo    |             | PS          | 5 897        | 46,87        | 7 458       | 63,81       |
| 1           | Nicolas Rouly   |             | PS          | 5 897        | 46,87        | 7 458       | 63,81       |
| 2           | Nicole Faroult  |             | UMP         | 1 827        | 14,52        |             |             |
| 2           | Alexis Ringot   |             | UMP         | 1 827        | 14,52        |             |             |
| 3           | Yves Ledoux     |             | PCF         | 1 183        | 9,40         |             |             |
| 3           | Odile Morvan    |             | ND          | 1 183        | 9,40         |             |             |
| 4           | Pascal Bignaux  |             | FN          | 3 675        | 29,21        | 4 229       | 36,19       |
| 4           | Martine Deveaux |             | FN          | 3 675        | 29,21        | 4 229       | 36,19       |
|             |                 |             |             |              |              |             |             |
| Inscrits    | Inscrits        | Inscrits    | Inscrits    | 24 643       | 100,00       | 24 647      | 100,00      |
| Abstentions | Abstentions     | Abstentions | Abstentions | 11 348       | 46,05        | 11 855      | 48,1        |
| Votants     | Votants         | Votants     | Votants     | 13 295       | 53,95        | 12 792      | 51,9        |
| Blancs      | Blancs          | Blancs      | Blancs      | 516          | 3,88         | 823         | 6,43        |
| Nuls        | Nuls            | Nuls        | Nuls        | 197          | 1,48         | 282         | 2,2         |
| Exprimés    | Exprimés        | Exprimés    | Exprimés    | 12 582       | 94,64        | 11 687      | 91,36       |

### Canton du Havre-1
| Candidats            | Candidats                  | Partis      | Partis      | Premier tour | Premier tour | Second tour | Second tour |
| Candidats            | Candidats                  | Partis      | Partis      | Voix         | %            | Voix        | %           |
| -------------------- | -------------------------- | ----------- | ----------- | ------------ | ------------ | ----------- | ----------- |
| 1                    | Christian Duval            |             | UMP         | 2 578        | 28,92        | 5 190       | 65,14       |
| 1                    | Florence Thibaudeau Rainot |             | UMP         | 2 578        | 28,92        | 5 190       | 65,14       |
| 2                    | Laurent Logiou             |             | PS          | 1 888        | 21,18        |             |             |
| 2                    | Aurore Zerrouki            |             | DVG         | 1 888        | 21,18        |             |             |
| 3                    | Alexis Deck                |             | EEÉLV       | 1 977        | 22,18        |             |             |
| 3                    | Nathalie Nail*             |             | FG          | 1 977        | 22,18        |             |             |
| 4                    | Christine Dubois           |             | FN          | 2 470        | 27,71        | 2 777       | 34,86       |
| 4                    | Frédéric Groussard         |             | FN          | 2 470        | 27,71        | 2 777       | 34,86       |
|                      |                            |             |             |              |              |             |             |
| Inscrits             | Inscrits                   | Inscrits    | Inscrits    | 25 443       | 100,00       | 25 443      | 100,00      |
| Abstentions          | Abstentions                | Abstentions | Abstentions | 15 766       | 61,97        | 16 262      | 63,92       |
| Votants              | Votants                    | Votants     | Votants     | 9 677        | 38,03        | 9 181       | 36,08       |
| Blancs               | Blancs                     | Blancs      | Blancs      | 764          | 7,9          | 1 214       | 13,22       |
| Nuls                 | Nuls                       | Nuls        | Nuls        | 0            | 0,00         | 0           | 0,00        |
| Exprimés             | Exprimés                   | Exprimés    | Exprimés    | 8 913        | 92,1         | 7 967       | 86,78       |
| * conseiller sortant |                            |             |             |              |              |             |             |

### Canton du Havre-2
| Candidats            | Candidats                   | Partis      | Partis      | Premier tour | Premier tour | Second tour | Second tour |
| Candidats            | Candidats                   | Partis      | Partis      | Voix         | %            | Voix        | %           |
| -------------------- | --------------------------- | ----------- | ----------- | ------------ | ------------ | ----------- | ----------- |
| 1                    | Virginie Lambert            |             | UMP         | 2 288        | 23,95        |             |             |
| 1                    | Olivier Lardans             |             | UMP         | 2 288        | 23,95        |             |             |
| 2                    | Philippe Fouche-Saillenfest |             | FN          | 2 633        | 27,56        | 3 371       | 38,26       |
| 2                    | Corine Riquet-Boulier       |             | FN          | 2 633        | 27,56        | 3 371       | 38,26       |
| 3                    | Jérôme Dubost               |             | PS          | 2 481        | 25,97        | 5 439       | 61,74       |
| 3                    | Nacéra Vieuble              |             | PS          | 2 481        | 25,97        | 5 439       | 61,74       |
| 4                    | Valérie Auzou               |             | FG          | 2 150        | 22,51        |             |             |
| 4                    | François Guegan*            |             | FG          | 2 150        | 22,51        |             |             |
|                      |                             |             |             |              |              |             |             |
| Inscrits             | Inscrits                    | Inscrits    | Inscrits    | 24 065       | 100,00       | 24 065      | 100,00      |
| Abstentions          | Abstentions                 | Abstentions | Abstentions | 14 048       | 58,38        | 14 201      | 59,01       |
| Votants              | Votants                     | Votants     | Votants     | 10 017       | 41,62        | 9 864       | 40,99       |
| Blancs               | Blancs                      | Blancs      | Blancs      | 387          | 3,86         | 836         | 8,48        |
| Nuls                 | Nuls                        | Nuls        | Nuls        | 78           | 0,78         | 218         | 2,21        |
| Exprimés             | Exprimés                    | Exprimés    | Exprimés    | 9 552        | 95,36        | 8 810       | 89,31       |
| * conseiller sortant |                             |             |             |              |              |             |             |

### Canton du Havre-3
| Candidats   | Candidats            | Partis      | Partis      | Premier tour | Premier tour | Second tour | Second tour |
| Candidats   | Candidats            | Partis      | Partis      | Voix         | %            | Voix        | %           |
| ----------- | -------------------- | ----------- | ----------- | ------------ | ------------ | ----------- | ----------- |
| 1           | Pierre-Élie Pheulpin |             | FN          | 2 196        | 26,89        | 2 497       | 32,77       |
| 1           | Valérie Zune         |             | FN          | 2 196        | 26,89        | 2 497       | 32,77       |
| 2           | Wasil Echchenna      |             | PS          | 1 180        | 14,45        |             |             |
| 2           | Isabelle Lévêque     |             | PS          | 1 180        | 14,45        |             |             |
| 3           | Régis Debons         |             | DVD         | 1 382        | 16,92        |             |             |
| 3           | Sylvie Lust          |             | UMP         | 1 382        | 16,92        |             |             |
| 4           | Sophie Hervé         |             | FG          | 3 408        | 41,73        | 5 123       | 67,23       |
| 4           | Jean-Paul Lecoq      |             | FG          | 3 408        | 41,73        | 5 123       | 67,23       |
|             |                      |             |             |              |              |             |             |
| Inscrits    | Inscrits             | Inscrits    | Inscrits    | 22 010       | 100,00       | 22 010      | 100,00      |
| Abstentions | Abstentions          | Abstentions | Abstentions | 13 430       | 61,02        | 13 731      | 62,39       |
| Votants     | Votants              | Votants     | Votants     | 8 580        | 38,98        | 8 279       | 37,61       |
| Blancs      | Blancs               | Blancs      | Blancs      | 371          | 4,32         | 609         | 7,36        |
| Nuls        | Nuls                 | Nuls        | Nuls        | 43           | 0,5          | 50          | 0,6         |
| Exprimés    | Exprimés             | Exprimés    | Exprimés    | 8 166        | 95,17        | 7 620       | 92,04       |

### Canton du Havre-4
| Candidats            | Candidats               | Partis      | Partis      | Premier tour | Premier tour | Second tour | Second tour |
| Candidats            | Candidats               | Partis      | Partis      | Voix         | %            | Voix        | %           |
| -------------------- | ----------------------- | ----------- | ----------- | ------------ | ------------ | ----------- | ----------- |
| 1                    | Jean-Louis Jegaden*     |             | FG          | 1 872        | 20,66        |             |             |
| 1                    | Nadine Lahoussaine      |             | FG          | 1 872        | 20,66        |             |             |
| 2                    | Louisa Couppey          |             | UMP         | 2 488        | 27,46        | 4 801       | 62,23       |
| 2                    | Sébastien Tasserie      |             | UMP         | 2 488        | 27,46        | 4 801       | 62,23       |
| 3                    | Damien Lenoir           |             | FN          | 2 737        | 30,21        | 2 914       | 37,77       |
| 3                    | Micheline Lucas         |             | FN          | 2 737        | 30,21        | 2 914       | 37,77       |
| 4                    | Matthieu Brasse         |             | PS          | 1 963        | 21,67        |             |             |
| 4                    | Florence Martin-Péréon* |             | PS          | 1 963        | 21,67        |             |             |
|                      |                         |             |             |              |              |             |             |
| Inscrits             | Inscrits                | Inscrits    | Inscrits    | 24 815       | 100,00       | 24 815      | 100,00      |
| Abstentions          | Abstentions             | Abstentions | Abstentions | 15 000       | 60,45        | 15 754      | 63,49       |
| Votants              | Votants                 | Votants     | Votants     | 9 815        | 39,55        | 9 061       | 36,51       |
| Blancs               | Blancs                  | Blancs      | Blancs      | 755          | 7,69         | 1 346       | 14,85       |
| Nuls                 | Nuls                    | Nuls        | Nuls        | 0            | 0,00         | 0           | 0,00        |
| Exprimés             | Exprimés                | Exprimés    | Exprimés    | 9 060        | 92,31        | 7 715       | 85,15       |
| * conseiller sortant |                         |             |             |              |              |             |             |

### Canton du Havre-5
| Candidats            | Candidats             | Partis      | Partis      | Premier tour | Premier tour | Second tour | Second tour |
| Candidats            | Candidats             | Partis      | Partis      | Voix         | %            | Voix        | %           |
| -------------------- | --------------------- | ----------- | ----------- | ------------ | ------------ | ----------- | ----------- |
| 1                    | Anna Bureau           |             | EÉLV        | 1 427        | 16,65        |             |             |
| 1                    | Sami Fouadh           |             | ND          | 1 427        | 16,65        |             |             |
| 2                    | Floriane Lalouelle    |             | FN          | 1 797        | 20,96        |             |             |
| 2                    | Stéphane Leroux       |             | FN          | 1 797        | 20,96        |             |             |
| 3                    | Agnès Firmin Le Bodo* |             | UMP         | 3 525        | 41,12        | 4 499       | 59,25       |
| 3                    | Patrick Teissere      |             | UMP         | 3 525        | 41,12        | 4 499       | 59,25       |
| 4                    | Henriette Fernez      |             | PRG         | 1 823        | 21,27        | 3 094       | 40,75       |
| 4                    | Antoine Siffert       |             | PRG         | 1 823        | 21,27        | 3 094       | 40,75       |
|                      |                       |             |             |              |              |             |             |
| Inscrits             | Inscrits              | Inscrits    | Inscrits    | 21 646       | 100,00       | 21 646      | 100,00      |
| Abstentions          | Abstentions           | Abstentions | Abstentions | 12 471       | 57,61        | 13 081      | 60,43       |
| Votants              | Votants               | Votants     | Votants     | 9 175        | 42,39        | 8 565       | 39,57       |
| Blancs               | Blancs                | Blancs      | Blancs      | 603          | 6,57         | 972         | 11,35       |
| Nuls                 | Nuls                  | Nuls        | Nuls        | 0            | 0,00         | 0           | 0,00        |
| Exprimés             | Exprimés              | Exprimés    | Exprimés    | 8 572        | 93,43        | 7 593       | 88,65       |
| * conseiller sortant |                       |             |             |              |              |             |             |

### Canton du Havre-6
| Candidats   | Candidats                | Partis      | Partis      | Premier tour | Premier tour | Second tour | Second tour |
| Candidats   | Candidats                | Partis      | Partis      | Voix         | %            | Voix        | %           |
| ----------- | ------------------------ | ----------- | ----------- | ------------ | ------------ | ----------- | ----------- |
| 1           | Orlane Maille            |             | FN          | 2 395        | 18,94        |             |             |
| 1           | Gilles Van Der Putten    |             | FN          | 2 395        | 18,94        |             |             |
| 2           | Gilles Houdouin          |             | E!          | 1 490        | 11,79        |             |             |
| 2           | Annie Leroy              |             | EÉLV        | 1 490        | 11,79        |             |             |
| 3           | Luc Lemonnier            |             | UMP         | 6 005        | 47,5         | 7 297       | 65,73       |
| 3           | Christelle Msica Guerout |             | UDI         | 6 005        | 47,5         | 7 297       | 65,73       |
| 4           | Philippe Capelle         |             | PS          | 2 752        | 21,77        | 3 804       | 34,27       |
| 4           | Laura Fiat               |             | PS          | 2 752        | 21,77        | 3 804       | 34,27       |
|             |                          |             |             |              |              |             |             |
| Inscrits    | Inscrits                 | Inscrits    | Inscrits    | 28 099       | 100,00       | 28 098      | 100,00      |
| Abstentions | Abstentions              | Abstentions | Abstentions | 14 779       | 52,6         | 15 918      | 56,65       |
| Votants     | Votants                  | Votants     | Votants     | 13 320       | 47,4         | 12 180      | 43,35       |
| Blancs      | Blancs                   | Blancs      | Blancs      | 663          | 4,98         | 1 028       | 8,44        |
| Nuls        | Nuls                     | Nuls        | Nuls        | 15           | 0,11         | 51          | 0,42        |
| Exprimés    | Exprimés                 | Exprimés    | Exprimés    | 12 642       | 94,91        | 11 101      | 91,14       |

### Canton de Luneray
| Candidats   | Candidats           | Partis      | Partis      | Premier tour | Premier tour | Second tour | Second tour |
| Candidats   | Candidats           | Partis      | Partis      | Voix         | %            | Voix        | %           |
| ----------- | ------------------- | ----------- | ----------- | ------------ | ------------ | ----------- | ----------- |
| 1           | Céline Aury-Hermier |             | PS          | 3 079        | 23,55        |             |             |
| 1           | David Chandelier    |             | PS          | 3 079        | 23,55        |             |             |
| 2           | Chantal Cottereau   |             | UMP         | 4 746        | 36,3         | 7 295       | 61,37       |
| 2           | Martial Hauguel     |             | DVD         | 4 746        | 36,3         | 7 295       | 61,37       |
| 3           | Stacy Blondel       |             | FN          | 3 987        | 30,49        | 4 592       | 38,63       |
| 3           | Éric Golombek       |             | FN          | 3 987        | 30,49        | 4 592       | 38,63       |
| 4           | Handy Barre         |             | FG          | 1 264        | 9,67         |             |             |
| 4           | Marie-France Goujon |             | FG          | 1 264        | 9,67         |             |             |
|             |                     |             |             |              |              |             |             |
| Inscrits    | Inscrits            | Inscrits    | Inscrits    | 25 736       | 100,00       | 25 734      | 100,00      |
| Abstentions | Abstentions         | Abstentions | Abstentions | 11 853       | 46,06        | 12 318      | 47,87       |
| Votants     | Votants             | Votants     | Votants     | 13 883       | 53,94        | 13 416      | 52,13       |
| Blancs      | Blancs              | Blancs      | Blancs      | 602          | 4,34         | 1 167       | 8,7         |
| Nuls        | Nuls                | Nuls        | Nuls        | 205          | 1,48         | 362         | 2,7         |
| Exprimés    | Exprimés            | Exprimés    | Exprimés    | 13 076       | 94,19        | 11 887      | 88,6        |

### Canton du Mesnil-Esnard
| Candidats   | Candidats         | Partis      | Partis      | Premier tour | Premier tour | Second tour | Second tour |
| Candidats   | Candidats         | Partis      | Partis      | Voix         | %            | Voix        | %           |
| ----------- | ----------------- | ----------- | ----------- | ------------ | ------------ | ----------- | ----------- |
| 1           | Katy De Leest     |             | FN          | 4 602        | 26,61        | 4 644       | 29,20       |
| 1           | Claude Souday     |             | FN          | 4 602        | 26,61        | 4 644       | 29,20       |
| 2           | Hélène Brohy      |             | DVD         | 7 260        | 41,98        | 11 259      | 70,80       |
| 2           | Patrick Chauvet   |             | DVD         | 7 260        | 41,98        | 11 259      | 70,80       |
| 3           | Vincent Decorde   |             | PS          | 3 688        | 21,33        |             |             |
| 3           | Amanda Lyscenczuk |             | PS          | 3 688        | 21,33        |             |             |
| 4           | Pauline Bouhélier |             | EÉLV        | 1 742        | 10,07        |             |             |
| 4           | Jean-Paul Thorez  |             | EÉLV        | 1 742        | 10,07        |             |             |
|             |                   |             |             |              |              |             |             |
| Inscrits    | Inscrits          | Inscrits    | Inscrits    | 34 248       | 100,00       | 34 253      | 100,00      |
| Abstentions | Abstentions       | Abstentions | Abstentions | 16 246       | 47,44        | 16 646      | 48,6        |
| Votants     | Votants           | Votants     | Votants     | 18 002       | 52,56        | 17 607      | 51,4        |
| Blancs      | Blancs            | Blancs      | Blancs      | 591          | 3,28         | 1 376       | 7,82        |
| Nuls        | Nuls              | Nuls        | Nuls        | 119          | 0,66         | 328         | 1,86        |
| Exprimés    | Exprimés          | Exprimés    | Exprimés    | 17 292       | 96,06        | 15 903      | 90,32       |

### Canton de Mont-Saint-Aignan
| Candidats            | Candidats                 | Partis      | Partis      | Premier tour | Premier tour | Second tour | Second tour |
| Candidats            | Candidats                 | Partis      | Partis      | Voix         | %            | Voix        | %           |
| -------------------- | ------------------------- | ----------- | ----------- | ------------ | ------------ | ----------- | ----------- |
| 1                    | Jean-Claude Gaillard      |             | FN          | 1 657        | 17,49        |             |             |
| 1                    | Josselyne Guyard          |             | FN          | 1 657        | 17,49        |             |             |
| 2                    | Bertrand Bellanger        |             | UMP         | 3 554        | 37,51        | 4 775       | 55,01       |
| 2                    | Catherine Flavigny        |             | UMP         | 3 554        | 37,51        | 4 775       | 55,01       |
| 3                    | Patrice Colasse           |             | PS          | 2 659        | 28,07        | 3 906       | 44,99       |
| 3                    | Mary-Françoise Grenet*    |             | PS          | 2 659        | 28,07        | 3 906       | 44,99       |
| 4                    | Martine Gest              |             | FG          | 700          | 7,39         |             |             |
| 4                    | Mohamed Jaha              |             | FG          | 700          | 7,39         |             |             |
| 5                    | Valérie Bochet            |             | DVD         | 159          | 1,68         |             |             |
| 5                    | Alain Retout              |             | DVD         | 159          | 1,68         |             |             |
| 6                    | Pascal Magoarou           |             | EÉLV        | 745          | 7,86         |             |             |
| 6                    | Stéphanie Taleb-Tranchard |             | EÉLV        | 745          | 7,86         |             |             |
|                      |                           |             |             |              |              |             |             |
| Inscrits             | Inscrits                  | Inscrits    | Inscrits    | 20 358       | 100,00       | 20 359      | 100,00      |
| Abstentions          | Abstentions               | Abstentions | Abstentions | 10 561       | 51,88        | 11 012      | 54,09       |
| Votants              | Votants                   | Votants     | Votants     | 9 797        | 48,12        | 9 347       | 45,91       |
| Blancs               | Blancs                    | Blancs      | Blancs      | 229          | 2,34         | 458         | 4,9         |
| Nuls                 | Nuls                      | Nuls        | Nuls        | 94           | 0,96         | 208         | 2,23        |
| Exprimés             | Exprimés                  | Exprimés    | Exprimés    | 9 474        | 96,7         | 8 681       | 92,87       |
| * conseiller sortant |                           |             |             |              |              |             |             |

### Canton de Neufchâtel-en-Bray
| Candidats            | Candidats              | Partis      | Partis      | Premier tour | Premier tour | Second tour | Second tour |
| Candidats            | Candidats              | Partis      | Partis      | Voix         | %            | Voix        | %           |
| -------------------- | ---------------------- | ----------- | ----------- | ------------ | ------------ | ----------- | ----------- |
| 1                    | Sylvain Amisse         |             | FG          | 1 000        | 7,57         |             |             |
| 1                    | Florence Derouard      |             | FG          | 1 000        | 7,57         |             |             |
| 2                    | Louis Coudry           |             | FN          | 4 033        | 30,54        | 4 026       | 28,25       |
| 2                    | Diane Rondouin         |             | FN          | 4 033        | 30,54        | 4 026       | 28,25       |
| 3                    | Nicolas Bertrand*      |             | UMP         | 4 196        | 31,78        | 5 315       | 37,30       |
| 3                    | Yvette Lorand Pasquier |             | UDI         | 4 196        | 31,78        | 5 315       | 37,30       |
| 4                    | Dany Minel*            |             | PS          | 3 976        | 30,11        | 4 909       | 34,45       |
| 4                    | Armelle Mousse         |             | PS          | 3 976        | 30,11        | 4 909       | 34,45       |
|                      |                        |             |             |              |              |             |             |
| Inscrits             | Inscrits               | Inscrits    | Inscrits    | 25 429       | 100,00       | 25 427      | 100,00      |
| Abstentions          | Abstentions            | Abstentions | Abstentions | 11 580       | 45,54        | 10 701      | 42,09       |
| Votants              | Votants                | Votants     | Votants     | 13 849       | 54,46        | 14 726      | 57,91       |
| Blancs               | Blancs                 | Blancs      | Blancs      | 471          | 3,4          | 366         | 2,49        |
| Nuls                 | Nuls                   | Nuls        | Nuls        | 173          | 1,25         | 110         | 0,75        |
| Exprimés             | Exprimés               | Exprimés    | Exprimés    | 13 205       | 95,35        | 14 250      | 96,77       |
| * conseiller sortant |                        |             |             |              |              |             |             |

### Canton de Notre-Dame-de-Bondeville
| Candidats   | Candidats        | Partis      | Partis      | Premier tour | Premier tour | Second tour | Second tour |
| Candidats   | Candidats        | Partis      | Partis      | Voix         | %            | Voix        | %           |
| ----------- | ---------------- | ----------- | ----------- | ------------ | ------------ | ----------- | ----------- |
| 1           | Sylvain Bulard   |             | UMP         | 4 162        | 26,66        | 4 894       | 30,82       |
| 1           | Sophie Nicolle   |             | UMP         | 4 162        | 26,66        | 4 894       | 30,82       |
| 2           | Daniel Grenier   |             | FG          | 2 037        | 13,05        |             |             |
| 2           | Myriam Mulot     |             | FG          | 2 037        | 13,05        |             |             |
| 3           | Guillaume Coutey |             | PS          | 4 881        | 31,27        | 6 589       | 41,50       |
| 3           | Agnès Largillet  |             | PS          | 4 881        | 31,27        | 6 589       | 41,50       |
| 4           | Stéphane Favre   |             | FN          | 4 529        | 29,02        | 4 395       | 27,68       |
| 4           | Corinne Throude  |             | FN          | 4 529        | 29,02        | 4 395       | 27,68       |
|             |                  |             |             |              |              |             |             |
| Inscrits    | Inscrits         | Inscrits    | Inscrits    | 32 321       | 100,00       | 32 322      | 100,00      |
| Abstentions | Abstentions      | Abstentions | Abstentions | 15 924       | 49,27        | 15 688      | 48,54       |
| Votants     | Votants          | Votants     | Votants     | 16 397       | 50,73        | 16 634      | 51,46       |
| Blancs      | Blancs           | Blancs      | Blancs      | 603          | 3,68         | 550         | 3,31        |
| Nuls        | Nuls             | Nuls        | Nuls        | 185          | 1,13         | 206         | 1,24        |
| Exprimés    | Exprimés         | Exprimés    | Exprimés    | 15 609       | 95,19        | 15 878      | 95,46       |

### Canton de Notre-Dame-de-Gravenchon
| Candidats            | Candidats              | Partis      | Partis      | Premier tour | Premier tour | Second tour | Second tour |
| Candidats            | Candidats              | Partis      | Partis      | Voix         | %            | Voix        | %           |
| -------------------- | ---------------------- | ----------- | ----------- | ------------ | ------------ | ----------- | ----------- |
| 1                    | Martine Blondel*       |             | PS          | 4 783        | 40,95        | 5 949       | 55,19       |
| 1                    | Bastien Coriton        |             | PS          | 4 783        | 40,95        | 5 949       | 55,19       |
| 2                    | Marie-Odile Lecourtois |             | FG          | 683          | 5,85         |             |             |
| 2                    | Bruno Lemoine          |             | FG          | 683          | 5,85         |             |             |
| 3                    | Virginie Carolo        |             | DVD         | 3 471        | 29,71        | 4 831       | 44,81       |
| 3                    | Patrice Colombel       |             | DVD         | 3 471        | 29,71        | 4 831       | 44,81       |
| 4                    | Isabelle Arrive        |             | FN          | 2 744        | 23,49        |             |             |
| 4                    | Ludovic Garnier        |             | FN          | 2 744        | 23,49        |             |             |
|                      |                        |             |             |              |              |             |             |
| Inscrits             | Inscrits               | Inscrits    | Inscrits    | 22 789       | 100,00       | 22 788      | 100,00      |
| Abstentions          | Abstentions            | Abstentions | Abstentions | 10 688       | 46,9         | 11 211      | 49,2        |
| Votants              | Votants                | Votants     | Votants     | 12 101       | 53,1         | 11 577      | 50,8        |
| Blancs               | Blancs                 | Blancs      | Blancs      | 313          | 2,59         | 535         | 4,62        |
| Nuls                 | Nuls                   | Nuls        | Nuls        | 107          | 0,88         | 262         | 2,26        |
| Exprimés             | Exprimés               | Exprimés    | Exprimés    | 11 681       | 96,53        | 10 780      | 93,12       |
| * conseiller sortant |                        |             |             |              |              |             |             |

### Canton d'Octeville-sur-Mer
| Candidats   | Candidats            | Partis      | Partis      | Premier tour | Premier tour | Second tour | Second tour |
| Candidats   | Candidats            | Partis      | Partis      | Voix         | %            | Voix        | %           |
| ----------- | -------------------- | ----------- | ----------- | ------------ | ------------ | ----------- | ----------- |
| 1           | Chantal Hemard       |             | PS          | 3 444        | 24,55        |             |             |
| 1           | Hervé Lepileur       |             | DVG         | 3 444        | 24,55        |             |             |
| 2           | Florence Durande     |             | UMP         | 5 286        | 37,67        | 8 613       | 67,73       |
| 2           | Jean-Louis Rousselin |             | UMP         | 5 286        | 37,67        | 8 613       | 67,73       |
| 3           | Martine Bouzonnie    |             | FG          | 1 289        | 9,19         |             |             |
| 3           | Laurent Coussin      |             | FG          | 1 289        | 9,19         |             |             |
| 4           | Marine Fousse        |             | FN          | 4 012        | 28,59        | 4 104       | 32,27       |
| 4           | Baptiste Gueudin     |             | FN          | 4 012        | 28,59        | 4 104       | 32,27       |
|             |                      |             |             |              |              |             |             |
| Inscrits    | Inscrits             | Inscrits    | Inscrits    | 27 764       | 100,00       | 27 766      | 100,00      |
| Abstentions | Abstentions          | Abstentions | Abstentions | 13 098       | 47,18        | 13 481      | 48,55       |
| Votants     | Votants              | Votants     | Votants     | 14 666       | 52,82        | 14 285      | 51,45       |
| Blancs      | Blancs               | Blancs      | Blancs      | 499          | 3,4          | 1 196       | 8,37        |
| Nuls        | Nuls                 | Nuls        | Nuls        | 136          | 0,93         | 372         | 2,6         |
| Exprimés    | Exprimés             | Exprimés    | Exprimés    | 14 031       | 95,67        | 12 717      | 89,02       |

### Canton du Petit-Quevilly
| Candidats            | Candidats              | Partis      | Partis      | Premier tour | Premier tour | Second tour | Second tour |
| Candidats            | Candidats              | Partis      | Partis      | Voix         | %            | Voix        | %           |
| -------------------- | ---------------------- | ----------- | ----------- | ------------ | ------------ | ----------- | ----------- |
| 1                    | Christine Bourdaud'hui |             | DVD         | 169          | 2,29         |             |             |
| 1                    | Loïc Feray             |             | DVD         | 169          | 2,29         |             |             |
| 2                    | Pierre Carel*          |             | PS          | 2 365        | 32,11        | 4 543       | 62,24       |
| 2                    | Charlotte Goujon       |             | PS          | 2 365        | 32,11        | 4 543       | 62,24       |
| 3                    | Tiphaine Berthelot     |             | FG          | 1 209        | 16,42        |             |             |
| 3                    | David Querret          |             | FG          | 1 209        | 16,42        |             |             |
| 4                    | Danièle Lecuyer        |             | DVG         | 388          | 5,27         |             |             |
| 4                    | Gilles Leseur          |             | DVG         | 388          | 5,27         |             |             |
| 5                    | Jacques Gaillard       |             | FN          | 2 238        | 30,39        | 2 756       | 37,76       |
| 5                    | Claire Jeannin         |             | FN          | 2 238        | 30,39        | 2 756       | 37,76       |
| 6                    | Corinne Goudemare      |             | UMP         | 996          | 13,52        |             |             |
| 6                    | Yan Poirier            |             | UMP         | 996          | 13,52        |             |             |
|                      |                        |             |             |              |              |             |             |
| Inscrits             | Inscrits               | Inscrits    | Inscrits    | 17 551       | 100,00       | 17 551      | 100,00      |
| Abstentions          | Abstentions            | Abstentions | Abstentions | 9 796        | 55,81        | 9 562       | 54,48       |
| Votants              | Votants                | Votants     | Votants     | 7 755        | 44,19        | 7 989       | 45,52       |
| Blancs               | Blancs                 | Blancs      | Blancs      | 314          | 4,05         | 524         | 6,56        |
| Nuls                 | Nuls                   | Nuls        | Nuls        | 76           | 0,98         | 166         | 2,08        |
| Exprimés             | Exprimés               | Exprimés    | Exprimés    | 7 365        | 94,97        | 7 299       | 91,36       |
| * conseiller sortant |                        |             |             |              |              |             |             |

### Canton de Rouen-1
| Candidats            | Candidats             | Partis      | Partis      | Premier tour | Premier tour | Second tour | Second tour |
| Candidats            | Candidats             | Partis      | Partis      | Voix         | %            | Voix        | %           |
| -------------------- | --------------------- | ----------- | ----------- | ------------ | ------------ | ----------- | ----------- |
| 1                    | Jean-François Bures   |             | UMP         | 2 988        | 36,56        | 3 928       | 52,56       |
| 1                    | Marine Caron          |             | UDI         | 2 988        | 36,56        | 3 928       | 52,56       |
| 2                    | Raphaëlle Brangier    |             | E!          | 1 249        | 15,28        |             |             |
| 2                    | Yves Soret            |             | ND          | 1 249        | 15,28        |             |             |
| 3                    | Sarah Balluet         |             | PS          | 2 532        | 30,98        | 3 546       | 47,44       |
| 3                    | Éric de Falco*        |             | PS          | 2 532        | 30,98        | 3 546       | 47,44       |
| 4                    | Jean-François Bollens |             | FN          | 1 403        | 17,17        |             |             |
| 4                    | Camille Bossert       |             | FN          | 1 403        | 17,17        |             |             |
|                      |                       |             |             |              |              |             |             |
| Inscrits             | Inscrits              | Inscrits    | Inscrits    | 17 984       | 100,00       | 17 985      | 100,00      |
| Abstentions          | Abstentions           | Abstentions | Abstentions | 9 459        | 52,6         | 9 955       | 55,35       |
| Votants              | Votants               | Votants     | Votants     | 8 525        | 47,4         | 8 030       | 44,65       |
| Blancs               | Blancs                | Blancs      | Blancs      | 259          | 3,04         | 393         | 4,89        |
| Nuls                 | Nuls                  | Nuls        | Nuls        | 94           | 1,1          | 163         | 2,03        |
| Exprimés             | Exprimés              | Exprimés    | Exprimés    | 8 172        | 95,86        | 7 474       | 93,08       |
| * conseiller sortant |                       |             |             |              |              |             |             |

### Canton de Rouen-2
| Candidats   | Candidats               | Partis      | Partis      | Premier tour | Premier tour | Second tour | Second tour |
| Candidats   | Candidats               | Partis      | Partis      | Voix         | %            | Voix        | %           |
| ----------- | ----------------------- | ----------- | ----------- | ------------ | ------------ | ----------- | ----------- |
| 1           | Pierre-Antoine Sprimont |             | UMP         | 2 281        | 25,81        | 3 651       | 46,30       |
| 1           | Hélène Van De Walle     |             | UDI         | 2 281        | 25,81        | 3 651       | 46,30       |
| 2           | Christine de Cintre     |             | PS          | 2 583        | 29,22        | 4 235       | 53,70       |
| 2           | Ludovic Delesque        |             | PS          | 2 583        | 29,22        | 4 235       | 53,70       |
| 3           | Jean-Michel Bérégovoy   |             | EÉLV        | 1 842        | 20,84        |             |             |
| 3           | Anne-Émilie Ravache     |             | FG          | 1 842        | 20,84        |             |             |
| 4           | Mensoura Benguella      |             | DVD         | 631          | 7,14         |             |             |
| 4           | Cyrille Grenot          |             | DVD         | 631          | 7,14         |             |             |
| 5           | Roberto Bindelli        |             | FN          | 1 502        | 16,99        |             |             |
| 5           | Béatrice Gosse          |             | FN          | 1 502        | 16,99        |             |             |
|             |                         |             |             |              |              |             |             |
| Inscrits    | Inscrits                | Inscrits    | Inscrits    | 19 089       | 100,00       | 19 090      | 100,00      |
| Abstentions | Abstentions             | Abstentions | Abstentions | 9 874        | 51,73        | 10 435      | 54,66       |
| Votants     | Votants                 | Votants     | Votants     | 9 215        | 48,27        | 8 655       | 45,34       |
| Blancs      | Blancs                  | Blancs      | Blancs      | 286          | 3,1          | 590         | 6,82        |
| Nuls        | Nuls                    | Nuls        | Nuls        | 90           | 0,98         | 179         | 2,07        |
| Exprimés    | Exprimés                | Exprimés    | Exprimés    | 8 839        | 95,92        | 7 886       | 91,11       |

### Canton de Rouen-3
| Candidats            | Candidats          | Partis      | Partis      | Premier tour | Premier tour | Second tour | Second tour |
| Candidats            | Candidats          | Partis      | Partis      | Voix         | %            | Voix        | %           |
| -------------------- | ------------------ | ----------- | ----------- | ------------ | ------------ | ----------- | ----------- |
| 1                    | Mohamed Djoubri    |             | DVD         | 354          | 3,90         |             |             |
| 1                    | Florence Enne      |             | DVD         | 354          | 3,90         |             |             |
| 2                    | Mamadou Diallo*    |             | PS          | 2 800        | 30,81        | 4 342       | 53,70       |
| 2                    | Caroline Dutarte   |             | PS          | 2 800        | 30,81        | 4 342       | 53,70       |
| 3                    | Carole Moreau      |             | FN          | 1 862        | 20,49        |             |             |
| 3                    | Guillaume Pennelle |             | FN          | 1 862        | 20,49        |             |             |
| 4                    | Hélène Klein       |             | FG          | 1 553        | 17,09        |             |             |
| 4                    | Stéphane Martot    |             | EÉLV        | 1 553        | 17,09        |             |             |
| 5                    | Loïc Gaudray       |             | UMP         | 2 367        | 26,05        | 3 744       | 46,30       |
| 5                    | Marlène Mameaux    |             | UMP         | 2 367        | 26,05        | 3 744       | 46,30       |
| 6                    | Élisabeth Langlois |             | DVD         | 152          | 1,67         |             |             |
| 6                    | Bruno Thiou        |             | DVD         | 152          | 1,67         |             |             |
|                      |                    |             |             |              |              |             |             |
| Inscrits             | Inscrits           | Inscrits    | Inscrits    | 19 618       | 100,00       | 19 618      | 100,00      |
| Abstentions          | Abstentions        | Abstentions | Abstentions | 10 112       | 51,54        | 10 732      | 54,7        |
| Votants              | Votants            | Votants     | Votants     | 9 506        | 48,46        | 8 886       | 45,3        |
| Blancs               | Blancs             | Blancs      | Blancs      | 314          | 3,3          | 581         | 6,54        |
| Nuls                 | Nuls               | Nuls        | Nuls        | 104          | 1,09         | 219         | 2,46        |
| Exprimés             | Exprimés           | Exprimés    | Exprimés    | 9 088        | 95,6         | 8 086       | 91          |
| * conseiller sortant |                    |             |             |              |              |             |             |

### Canton de Saint-Étienne-du-Rouvray
| Candidats   | Candidats             | Partis      | Partis      | Premier tour | Premier tour | Second tour | Second tour |
| Candidats   | Candidats             | Partis      | Partis      | Voix         | %            | Voix        | %           |
| ----------- | --------------------- | ----------- | ----------- | ------------ | ------------ | ----------- | ----------- |
| 1           | Séverine Botte        |             | FG          | 4 202        | 50,13        | 5 582       | 68,69       |
| 1           | Hubert Wulfranc       |             | FG          | 4 202        | 50,13        | 5 582       | 68,69       |
| 2           | Samia Lage            |             | PS          | 943          | 11,25        |             |             |
| 2           | Patrick Morisse       |             | PS          | 943          | 11,25        |             |             |
| 3           | Maxime Argentin       |             | FN          | 2 286        | 27,27        | 2 544       | 31,31       |
| 3           | Danielle Bazin        |             | FN          | 2 286        | 27,27        | 2 544       | 31,31       |
| 4           | Jean-Christophe Simon |             | UMP         | 952          | 11,36        |             |             |
| 4           | Sarah Tessier         |             | UMP         | 952          | 11,36        |             |             |
|             |                       |             |             |              |              |             |             |
| Inscrits    | Inscrits              | Inscrits    | Inscrits    | 19 016       | 100,00       | 19 016      | 100,00      |
| Abstentions | Abstentions           | Abstentions | Abstentions | 10 225       | 53,77        | 10 352      | 54,44       |
| Votants     | Votants               | Votants     | Votants     | 8 791        | 46,23        | 8 664       | 45,56       |
| Blancs      | Blancs                | Blancs      | Blancs      | 295          | 3,36         | 401         | 4,63        |
| Nuls        | Nuls                  | Nuls        | Nuls        | 113          | 1,29         | 137         | 1,58        |
| Exprimés    | Exprimés              | Exprimés    | Exprimés    | 8 383        | 95,36        | 8 126       | 93,79       |

### Canton de Saint-Romain-de-Colbosc
| Candidats   | Candidats         | Partis      | Partis      | Premier tour | Premier tour | Second tour | Second tour |
| Candidats   | Candidats         | Partis      | Partis      | Voix         | %            | Voix        | %           |
| ----------- | ----------------- | ----------- | ----------- | ------------ | ------------ | ----------- | ----------- |
| 1           | Mickaël Baron     |             | PS          | 2 008        | 16,20        |             |             |
| 1           | Stéphanie Kerbarh |             | PS          | 2 008        | 16,20        |             |             |
| 2           | David Fleury      |             | FG          | 983          | 7,93         |             |             |
| 2           | Sylvaine Gremont  |             | FG          | 983          | 7,93         |             |             |
| 3           | Cédric Le Moal    |             | FN          | 3 366        | 27,16        | 3 900       | 34,67       |
| 3           | Valérie Thibaut   |             | FN          | 3 366        | 27,16        | 3 900       | 34,67       |
| 4           | Sophie Allais     |             | UMP         | 3 812        | 30,76        | 7 348       | 65,33       |
| 4           | Denis Merville    |             | UMP         | 3 812        | 30,76        | 7 348       | 65,33       |
| 5           | Estelle Dumesnil  |             | DVD         | 2 224        | 17,95        |             |             |
| 5           | Sylvain Vasse     |             | DVD         | 2 224        | 17,95        |             |             |
|             |                   |             |             |              |              |             |             |
| Inscrits    | Inscrits          | Inscrits    | Inscrits    | 24 124       | 100,00       | 24 124      | 100,00      |
| Abstentions | Abstentions       | Abstentions | Abstentions | 11 187       | 46,37        | 11 565      | 47,94       |
| Votants     | Votants           | Votants     | Votants     | 12 937       | 53,63        | 12 559      | 52,06       |
| Blancs      | Blancs            | Blancs      | Blancs      | 429          | 3,32         | 1 003       | 7,99        |
| Nuls        | Nuls              | Nuls        | Nuls        | 115          | 0,89         | 308         | 2,45        |
| Exprimés    | Exprimés          | Exprimés    | Exprimés    | 12 393       | 95,8         | 11 248      | 89,56       |

### Canton de Saint-Valery-en-Caux
| Candidats            | Candidats            | Partis      | Partis      | Premier tour | Premier tour | Second tour | Second tour |
| Candidats            | Candidats            | Partis      | Partis      | Voix         | %            | Voix        | %           |
| -------------------- | -------------------- | ----------- | ----------- | ------------ | ------------ | ----------- | ----------- |
| 1                    | Isabelle Dujardin    |             | FG          | 1 978        | 13,66        |             |             |
| 1                    | Bruno Thune*         |             | FG          | 1 978        | 13,66        |             |             |
| 2                    | Stéphanie Barbin     |             | FN          | 3 901        | 26,94        | 3 504       | 23,96       |
| 2                    | Denis Blondel        |             | FN          | 3 901        | 26,94        | 3 504       | 23,96       |
| 3                    | Catherine Baudry     |             | PS          | 4 169        | 28,79        | 5 502       | 37,62       |
| 3                    | Jean-François Mayer* |             | DVG         | 4 169        | 28,79        | 5 502       | 37,62       |
| 4                    | Jean-Louis Chauvensy |             | UMP         | 4 434        | 30,62        | 5 618       | 38,42       |
| 4                    | Cécile Sineau-Patry  |             | UMP         | 4 434        | 30,62        | 5 618       | 38,42       |
|                      |                      |             |             |              |              |             |             |
| Inscrits             | Inscrits             | Inscrits    | Inscrits    | 27 749       | 100,00       | 27 742      | 100,00      |
| Abstentions          | Abstentions          | Abstentions | Abstentions | 12 458       | 44,9         | 12 435      | 44,82       |
| Votants              | Votants              | Votants     | Votants     | 15 291       | 55,1         | 15 307      | 55,18       |
| Blancs               | Blancs               | Blancs      | Blancs      | 650          | 4,25         | 518         | 3,38        |
| Nuls                 | Nuls                 | Nuls        | Nuls        | 159          | 1,04         | 165         | 1,08        |
| Exprimés             | Exprimés             | Exprimés    | Exprimés    | 14 482       | 94,71        | 14 624      | 95,54       |
| * conseiller sortant |                      |             |             |              |              |             |             |

### Canton de Sotteville-lès-Rouen
| Candidats   | Candidats          | Partis      | Partis      | Premier tour | Premier tour | Second tour | Second tour |
| Candidats   | Candidats          | Partis      | Partis      | Voix         | %            | Voix        | %           |
| ----------- | ------------------ | ----------- | ----------- | ------------ | ------------ | ----------- | ----------- |
| 1           | Isabelle Blanchard |             | UMP         | 1 389        | 14,65        |             |             |
| 1           | Nour-Eddine Haïda  |             | UDI         | 1 389        | 14,65        |             |             |
| 2           | Christian Arnaudet |             | DVG         | 817          | 8,62         |             |             |
| 2           | Charlotte Lemoine  |             | DVG         | 817          | 8,62         |             |             |
| 3           | Pascal Le Cousin   |             | FG          | 1 716        | 18,10        |             |             |
| 3           | Blandine Prime     |             | FG          | 1 716        | 18,10        |             |             |
| 4           | Catherine Depitre  |             | PS          | 2 992        | 31,56        | 5 832       | 65,75       |
| 4           | Alexis Ragache     |             | PS          | 2 992        | 31,56        | 5 832       | 65,75       |
| 5           | Romain Barelle     |             | FN          | 2 565        | 27,06        | 3 038       | 34,25       |
| 5           | Sylvie Dantan      |             | FN          | 2 565        | 27,06        | 3 038       | 34,25       |
|             |                    |             |             |              |              |             |             |
| Inscrits    | Inscrits           | Inscrits    | Inscrits    | 20 070       | 100,00       | 20 070      | 100,00      |
| Abstentions | Abstentions        | Abstentions | Abstentions | 10 072       | 50,18        | 10 241      | 51,03       |
| Votants     | Votants            | Votants     | Votants     | 9 998        | 49,82        | 9 829       | 48,97       |
| Blancs      | Blancs             | Blancs      | Blancs      | 402          | 4,02         | 752         | 7,65        |
| Nuls        | Nuls               | Nuls        | Nuls        | 117          | 1,17         | 207         | 2,11        |
| Exprimés    | Exprimés           | Exprimés    | Exprimés    | 9 479        | 94,81        | 8 870       | 90,24       |

### Canton d'Yvetot
| Candidats            | Candidats                | Partis      | Partis      | Premier tour | Premier tour | Second tour | Second tour |
| Candidats            | Candidats                | Partis      | Partis      | Voix         | %            | Voix        | %           |
| -------------------- | ------------------------ | ----------- | ----------- | ------------ | ------------ | ----------- | ----------- |
| 1                    | Émile Canu*              |             | PS          | 4 841        | 29,30        | 5 661       | 33,19       |
| 1                    | Élisabeth Petit          |             | PS          | 4 841        | 29,30        | 5 661       | 33,19       |
| 2                    | Charlotte Masset         |             | UDI         | 5 958        | 36,07        | 7 477       | 43,84       |
| 2                    | Alfred Trassy-Paillogues |             | UMP         | 5 958        | 36,07        | 7 477       | 43,84       |
| 3                    | Françoise Dehais         |             | FN          | 4 220        | 25,54        | 3 919       | 22,98       |
| 3                    | Romain Queruel           |             | FN          | 4 220        | 25,54        | 3 919       | 22,98       |
| 4                    | Patricia Arnault         |             | DVD         | 1 501        | 9,09         |             |             |
| 4                    | Philippe Decultot        |             | DVD         | 1 501        | 9,09         |             |             |
|                      |                          |             |             |              |              |             |             |
| Inscrits             | Inscrits                 | Inscrits    | Inscrits    | 31 861       | 100,00       | 31 856      | 100,00      |
| Abstentions          | Abstentions              | Abstentions | Abstentions | 14 437       | 45,31        | 14 184      | 44,53       |
| Votants              | Votants                  | Votants     | Votants     | 17 424       | 54,69        | 17 672      | 55,47       |
| Blancs               | Blancs                   | Blancs      | Blancs      | 614          | 3,52         | 462         | 2,61        |
| Nuls                 | Nuls                     | Nuls        | Nuls        | 290          | 1,66         | 153         | 0,87        |
| Exprimés             | Exprimés                 | Exprimés    | Exprimés    | 16 520       | 94,81        | 17 057      | 96,52       |
| * conseiller sortant |                          |             |             |              |              |             |             |